# Thyreophora cynophila
Thyreophora cynophila — вид двокрилих комах родини піофілід (Piophilidae). Вважався вимерлим з середини 19 століття, але знову відкритий у 2009 році.

## Поширення
Вид вперше виявили у 1798 році на трупі собаки у місті Мангейм (Німеччина). Згодом муху зафіксовано у Франції та Австрії. Вид не спостерігали після 1850 року і він вважався вимерлим. До 2007 року вид відомий лише шістнадцятьма екземплярами в колекціях європейських природознавчих музеїв. Причиною зникнення стало зникнення великих хижаків у природі та зміні способу утилізації загиблої худоби. Оскільки мусі потрібних доступ до кісткового мозку для відкладання яєць, а в Європі виникла нестача великих трупів із частково подрібненими кістками.
Наприкінці 2009 року фотограф-любитель зробив фотографію мухи невизначеного виду у природному парку Сьєрра-де-Себольєра на півночі Іспанії. Він звернувся за допомогою в ідентифікації до ентомологів. Команда дослідників знайшла живі екземпляри в тому ж природному парку на початку 2010 року та опублікувала своє відкриття в серпні 2010 року. Автори припустили, що однією з причин того, що муху не реєстрували протягом 160 років, є те, що вона харчується великими гнилими трупами, переважно вночі та взимку; місця та час, коли ентомологи навряд чи збиратимуть зразки. Вид був знайдений на 11 різних ділянках в Піренейських горах в провінції Ла-Ріоха, на висоті між 900 і 1400 м над рівнем моря, на площі приблизно 76 500 га. Згодом його знайдено в інших провінціях на півночі Іспанії. У 2019 році виявлений на півдні Франції.

## Опис
Муха завдовжки до 10 мм. Голова яскраво-помаранчевого кольору, а тулуб і ноги металево-блакитні; на крилах є пара чорних плям.
Личинки другого та третього віку жовтувато-білі, довгі, тонкі та циліндричні, значно більші за личинки інших видів Piophilidae. Їхнє тіло поступово звужується вперед і усічено ззаду; їхня голова забезпечена верхньощелепними щупами, чорними гачками, що стирчать із ротової порожнини.

## Спосіб життя
Муха живе в темних місцях і часто зустрічається восени на трупах великих тварин, у тому числі домашніх, таких як собаки, мули і коні. Її личинка —падальщик, що спеціалізується на кістковому мозку трупів великих ссавців: овець, телят, коней, собак, корів, свиней, диких кабанів, лисиць, козуль і оленів, причому трупи часто перебувають у глибокому стані розкладання, навіть у стані скелета.
Дорослі особини при низьких зимових температурах проявляють низьку активність, ховаючись у різних порожнинах трупа. У спекотні сонячні години самці шукають самиць для розмноження. Під час спарювання, яке відбувається три-чотири рази поспіль протягом 15-25 секунд, крила самця залишаються складеними, тоді як крила самиці розгорнуті. Самець міцно тримає самку своїми лапками, а остання іноді намагається звільнитися. Час від часу конкурент намагається витіснити самця, щоб швидше зайняти його місце. Після завершення спаровування самиця рухається всередині туші, щоб відкласти яйце. Через десять днів з’являються личинки другої стадії, а через 15-25 днів повністю розвинені личинки мігрують у ґрунт.